# Human Resource Machine
Human Resource Machine är ett pusselspel utvecklat och utgivet av Tomorrow Corporation. Spelet släpptes till Microsoft Windows, OS X och Wii U oktober 2015, och släpptes senare till Linux mars 2016 och till Nintendo Switch mars 2017.
En uppföljare, 7 Billion Humans, släpps 2018.